# The Jam
The Jam sono un gruppo musicale punk rock britannico fondato da Paul Weller nel 1976, molto influenzato da The Beatles, The Kinks, The Who e con sonorità simili, soprattutto all'inizio, a quelle dei Clash, morbide e allo stesso tempo ritmate e decise.
Durante i sei anni di attività, la band non ha mai modificato la propria formazione, costituita dal bassista Bruce Foxton, dal batterista Rick Buckler e dal chitarrista e cantante Paul Weller. Foxton e Buckler hanno effettuato diversi concerti dal vivo e programmato un tour per l'autunno del 2007, oltre alla pubblicazione di un nuovo album (che sarebbe il settimo), il tutto però senza la partecipazione di Weller.

## Storia del gruppo
La band fu attiva tra la fine degli anni settanta e i primi anni ottanta. Fu uno dei gruppi più popolari del periodo, piazzando ben diciotto singoli tra le prime 40 posizioni delle classifiche inglesi, dal loro esordio nel 1977 fino al 1982, e quattro di questi singoli arrivarono anche alla prima posizione. Due di questi diciotto singoli erano inoltre disponibili solo su dischi di importazione estera, e questi divennero i singoli di importazione più venduti di tutti i tempi in Inghilterra. Realizzarono anche sei album, l'ultimo dei quali, The Gift, raggiunse la prima posizione delle classifiche inglesi. Molto popolari in Gran Bretagna, come anche nel resto d'Europa, non raggiunsero mai un buon successo commerciale in Nord America, dove però conservarono un seguito da cult band. Le loro influenze musicali variarono durante la loro carriera, e incluse tra queste c'erano il punk rock, la British Invasion, il soul americano, la musica dei mod come anche la psichedelia inglese.
Il gruppo fece anche da trampolino di lancio per il cantante, chitarrista e compositore del gruppo, Paul Weller, che rimase un artista di successo anche successivamente. Il trio era conosciuto per la sua forte energia, per le canzoni dal forte impatto pop, che incontravano decisamente i favori degli inglesi, e per la loro immagine associata ai mods. Tutti e tre i membri erano degli abili musicisti, e ognuno di loro diede il suo contributo fondamentale al suono del gruppo. Weller scrisse e cantò praticamente tutte le canzoni originali del gruppo, e accompagnava le canzoni con i suoni della sua chitarra Rickenbacker. Il bassista, Bruce Foxton, colmò la mancanza del secondo chitarrista con la melodia del suo caratteristico modo di suonare, influenzato dai suoi bassisti preferiti John Entwistle degli Who e Paul McCartney dei Beatles. Le sue melodie, facilmente memorizzabili, fecero da base per molte delle canzoni del gruppo, incluse le hit Down in the Tube Station at Midnight, The Eton Rifles, e A Town Called Malice. Il batterista Rick Buckler suonava con la foga di Keith Moon, ma rispetto a lui studiò dei ritmi più complicati e sottili.

### Formazione (1972-1976)
Il gruppo si formò a Woking nel Surrey, Inghilterra, nel 1972. La formazione a quei tempi non era stabile, ed era costituita principalmente dal chitarrista e cantante Paul Weller e da vari amici della scuola da lui frequentata, la Sheerwater Secondary School. La formazione si stabilizzò intorno alla metà degli anni settanta, quando si unirono a Weller il chitarrista Steve Brookes, il batterista Rick Buckler e il bassista Bruce Foxton. Durante i primi anni della loro formazione, la produzione musicale consisteva soprattutto di cover dei classici rock and roll statunitensi, come quelli di Chuck Berry e Little Richard. Continuarono su questa linea fino a che Weller non sentì la canzone degli Who My Generation, e venne affascinato dallo stile di vita e dalla musica del movimento Mod. Nel frattempo Steve Brookes lasciò la band, e non fu rimpiazzato. Weller sviluppò allora uno stile chitarristico che combinava sia le parti ritmiche sia quelle da solista, stile pesantemente influenzato dal chitarrista degli Who Pete Townshend. La formazione a tre durerà fino allo scioglimento della band. Il manager del gruppo era John Weller, il padre di Paul, che continua la sua attività anche per la carriera solista del figlio.
Intorno al 1976, Weller ebbe un'altra ispirazione stilistica dopo aver visto i Sex Pistols. Nei due anni seguenti, i Jam guadagnarono un piccolo seguito intorno a Londra grazie ai loro concerti, e questo fece sì che divenissero una delle band più interessanti della nascente scena punk inglese. Tuttavia, il gruppo ebbe sempre un qualcosa che lo distingueva dai gruppi punk del periodo. Della scena punk condividevano l'aspetto giovanile, i capelli corti, i volumi altissimi e i tempi veloci delle composizioni. Di contro il loro modo di vestire si avvicinava più allo stile mod che a quello punk. Apparivano sempre con vestiti confezionati in sartoria, in netto contrasto con le magliette e pantaloni strappati e ricoperti da toppe, spille e scritte dei punk. A ogni modo nei primi mesi del 1977 firmarono un contratto con la casa discografica Polydor Records.

### Prime registrazioni (1977)
La Polydor produsse il loro singolo di esordio, In the City, che sfiorò la Top 40 inglese. In maggio la band realizzò il primo album intitolato come il precedente singolo, In the City. L'album, alla stessa maniera dei debut album dei Clash e dei Sex Pistols, comprendeva canzoni veloci e potenti, ma a differenza di questi gruppi la loro musica si ispirava nettamente al rock and roll degli inizi. Infatti, su In the City troviamo la reinterpretazione di Larry Williams Slow Down (pezzo ripreso anche dai Beatles) e Batman theme, che erano una sorta di standard per i gruppi rock and roll degli anni sessanta. I loro pezzi originali mostravano influenze soprattutto degli artisti della Motown, dei Beatles e degli Who.
Molti dei dischi punk dell'epoca trattavano temi politici. I Jam preferivano invece trattare temi cari alla gioventù britannica, che ricorrono in pezzi come Sounds from the Street, Non-Stop Dancing, e Art School. D'altro canto, denunciavano anche le brutalità della polizia (In the City) e lo sviluppo espansionistico (Bricks & Mortar). La canzone più apertamente politica, Time for Truth, evidenziava il declino dell'Impero britannico, ribadiva le critiche alla polizia ed esprimeva sentimenti di disprezzo verso l'allora premier, James Callaghan (chiamato con il nomignolo di Uncle Jimmy). Questi loro sentimenti pro imperialismo, assieme all'ostentata esposizione della Union Jack (la bandiera del Regno Unito, ma già anche dell'Impero Britannico), fecero guadagnare alla band l'etichetta di conservatori. Quando Weller annunciò che i Jam avrebbero votato per il partito conservatore nelle successive elezioni, l'etichetta data loro si consolidò. Questa identificazione con i conservatori però, creò loro molto imbarazzo e qualche problema alla carriera.
Furono proprio i testi di Weller ad alimentare la reputazione di conservatori data dalla stampa e dai critici musicali. Infatti, invece di prendere in giro le tradizioni britanniche e invitare alla distruzione come i Sex Pistols, o a cambiamenti progressisti come i Clash, le canzoni del gruppo rivelavano un profondo affetto per lo stile di vita inglese. Lo stesso Joe Strummer dei Clash non gradì molto il dichiarato supporto alla destra inglese, tanto che, dopo la vittoria dei conservatori, arrivò a scrivere a Weller una lettera assai sarcastica che diceva: "Margaret Thatcher vi aspetta per la messa a punto degli obiettivi la prossima settimana".
Tuttavia i Jam, dopo un tour insieme con i Clash (White Riot Tour?), riconsiderarono le loro posizioni politiche. Lo stesso Weller, anni dopo appoggiò lo sciopero dei minatori britannici contro il governo Thatcher e nel 1985 divenne uno dei fondatori del Red Wedge (un collettivo temporaneo di musicisti, aspramente critico verso la Thatcher e che sosteneva apertamente il partito laburista).
Dopo il singolo All Around the World, che si avvicinò alla Top 10 inglese, i Jam avevano nel frattempo riunito un importante seguito in breve tempo, e questo fatto li costrinse a produrre altro materiale in studio. Il loro secondo album, This Is the Modern World, fu infatti pubblicato verso la fine del 1977. Le critiche a questo album furono dure, indicandolo come povero e nettamente inferiore a In the City. Nonostante introducesse molte variazioni stilistiche, incluse alcune puntate verso la musica pop, la critica puntò il dito contro le idee non portate a termine, contro la composizione povera, e la produzione e l'esecuzione dei brani per niente ispirata. Su This Is the Modern World trovano posto anche due pezzi del bassista Bruce Foxton che piazzerà solo altre due canzoni nei successivi 5 album dei Jam, inclusa una strumentale. L'album rimane come uno dei meno citati del gruppo. Lo stesso Weller ammetterà successivamente un temporaneo calo di interesse verso questa loro produzione.

### All Mod Cons (1978)
Dopo la realizzazione di This is the Modern World e del singolo News of the World (scritto e cantato dal bassista Bruce Foxton), i Jam passarono i seguenti due anni perlopiù in tour. Non ebbero realmente un notevole successo durante le date americane, per alcune delle quali fecero da gruppo di apertura per i Blue Öyster Cult, mentre andò meglio per gli show tenuti in Inghilterra. Quando rientrarono in studio per la registrazione del terzo album, che doveva avere principalmente contributi da parte di Bruce Foxton, le canzoni vennero scartate dai produttori perché giudicate scarne. Le sessioni di registrazione vennero quindi fermate in attesa che Paul Weller ritrovasse la sua vena ispiratrice. Ritornato a Woking, Weller passò la maggior parte del suo tempo ad ascoltare musica, soprattutto quella dei Kinks. Questo lo portò alla composizione di nuove canzoni. Venne così realizzato un nuovo singolo che accoglieva i pezzi David Watts e  "A" Bomb in Wardour Street. La prima canzone, David Watts, era una reinterpretazione dei Kinks, dove Weller e Foxton si scambiavano il ruolo di voce più volte durante tutta la lunghezza del pezzo. La seconda, "A" Bomb in Wardour Street, era stata scritta da Paul Weller. Fu uno dei pezzi più duri e intensi dei Jam, dove Weller imprecava ferocemente contro i bulli che affollavano ormai la scena punk, il tutto su un pezzo retto da due accordi. Il singolo, e specialmente  "A" Bomb in Wardour Street, fu accolto come un ritorno in forma della band, e divenne il loro singolo di maggior successo dai tempi di All Around the World. Ma fu soprattutto con il successivo singolo, Down in the Tube Station at Midnight, e con la pubblicazione dell'album All Mod Cons, che i Jam cancellarono i dubbi che attanagliavano i critici. Il pezzo raccontava in prima persona l'esperienza nel quale il narratore veniva picchiato, probabilmente a morte, da alcuni teppisti da strada. Sembrava una storia tratta dagli eventi del periodo, dove a farla da padrone era la violenza degli skinhead. Alternando strofe tranquille a cori potenti accompagnati dalle marcate linee di basso di Bruce Foxton, Down in the Tube Station at Midnight esplicava in maniera perfetta il clima di paura e violenza che affliggeva l'Inghilterra nei tardi anni settanta.
A parte la capacità compositiva di Weller che era diventata più matura e sofisticata, un altro cambiamento fondamentale nel suono del gruppo lo si ebbe con l'utilizzo da parte di Foxton del Fender Precision Bass dopo la registrazione dell'album This is the Modern World. Questo basso non dava a Foxton l'immagine da Mod che dava invece il suo precedente Rickenbacker, ma fece guadagnare alle sue melodiche linee di basso un suono pieno e ricco, che evocava uno dei maggiori utilizzatori di questo strumento, l'artista della Motown James Jamerson.
Il suono dei Jam, così come stava accadendo alle altre grandi band inglesi interpreti della stagione del punk rock delle origini, stava evolvendo. Mentre i Sex Pistols andavano velocemente incontro all'autodistruzione, e i Clash incominciavano a sperimentare sonorità giamaicane come il reggae che culmineranno nell'album Sandinista!, i Jam stavano virando verso uno stile più classicamente mod, con marcate influenze beat e soul.
I Jam realizzarono quindi il loro terzo album, All Mod Cons nel 1978. Il gruppo fu abile a camuffare l'arduo processo di creazione dell'album, includendo in esso tre pezzi registrati precedentemente: David Watts, 'A' Bomb in Wardour Street, e Down in the Tube Station at Midnight (all'interno di All Mod Cons si trovano anche due pezzi precedentemente rifiutati dalla Polydor, Billy Hunt e la ballata acustica English Rose). Sebbene proponga solo nove pezzi nuovi, All Mod Cons viene considerato uno dei capisaldi della discografia dei Jam.

### Going Underground e gli anni ottanta (1979-1981)
Dopo il successo dei singoli Strange Town e When you're Young, i Jam realizzarono l'ennesimo singolo, The Eton Rifles, prima della realizzazione del nuovo album. Diventerà il maggior successo fino a quel momento della band, arrivando a piazzarsi in terza posizione nelle classifiche inglesi, la prima apparizione di un pezzo della band nella Top Ten. Nel novembre del 1979 pubblicarono Setting Sons, un altro successo in Inghilterra, e la prima apparizione nelle classifiche americane, alla posizione 137 della Billboard Top 200. L'album nacque come un concept album, che avrebbe dovuto parlare di tre amici dell'infanzia, ma alla fine molte delle canzoni non si riferirono a questo tema. Molti pezzi hanno connotazione politica. The Eton Rifles fu ispirata ai tafferugli nati tra i dimostranti appartenenti al TUC e gli studenti del college di Eton durante la dimostrazione chiamata Right To Work March. Little Boy Soldiers era dichiaratamente contro la guerra, mentre Smithers-Jones, composta da Bruce Foxton e originariamente b-side di When you're Young, venne considerata come il miglior contributo al gruppo da parte del bassista; per la versione presente nell'album subì un completo re-arrangiamento.
Nei primi mesi del 1980, la popolarità dei Jam arrivò ai vertici dopo la realizzazione di Going Underground, che si piazzerà al primo posto delle classifiche inglesi. Il successo della canzone fu inaspettato, anche perché era stata originariamente progettata come lato B del pezzo The Dreams of Children.
Sempre nel 1980 pubblicarono Sound Affects, un lavoro che paragonato al precedente Setting Sons appare come molto più scarno e semplice. Lo stesso Paul Weller ammise che concepì l'album per essere una via di mezzo tra Revolver dei Beatles e Off the Wall di Michael Jackson. Infatti, molte canzoni riconducono a Revolver, come Monday, Man in the Corner Shop, e l'acustica That's Entertainment. Quest'ultima fu scritta da Weller al ritorno da una vacanza, e il testo espone le sue riflessioni sulle lotte della classe operaia inglese. Nonostante fosse disponibile solo di importazione, il pezzo raggiunse la posizione 21 delle classifiche inglesi. Benché mancasse il suono elettrico caratteristico dei Jam, rimane comunque uno dei pezzi più noti della band. Il pezzo entrò a far parte della lista delle 500 migliori canzoni secondo Rolling Stone, nonostante la mancanza di successo commerciale negli Stati Uniti. Il singolo Start!, realizzato prima di Sound Affects, diventò un altro numero 1 delle classifiche inglesi, con una linea di basso che ricordava molto da vicino il pezzo Taxman dei Beatles. Le influenze di artisti R&B del periodo si possono notare nel drumming di Buckler (But I'm Different Now) e nelle impostazioni funky del basso di Foxton (Pretty Green). Venne quindi coniato un nuovo termine per indicare la loro musica, il brit-funk. L'album contiene anche influenze di gruppi post-punk, come i Wire, gli XTC, i Joy Division e i Gang of Four. Sound Affects raggiunse la posizione numero 2 delle classifiche inglesi, e la 72 della Billboard US chart, il loro album di maggior successo negli Stati Uniti.

### The Gift e lo scioglimento (1981-1982)
Con i due singoli, Funeral Pyre e Absolute Beginners, i Jam abbandonano il pop a tratti psichedelico di Sound Affects per un suono maggiormente influenzato dall'R&B. Funeral Pyre è costruita intorno al drumming di Buckler, ed è una delle canzoni più cupe della band, completata anche dalle inquietanti linee di basso di Foxton. Risulta essere anche l'unico pezzo a essere scritto da tutti e tre i componenti, a parte la strumentale Music for the Last Couple, tratta da Sound Affects. Absolute Beginners, venne intitolata così in tributo a una novella di culto del periodo post "50s swingin" londinese, e includeva una sezione fiati al suo interno. Anche se ebbe un notevole successo commerciale, non viene considerato come uno dei maggiori sforzi compositivi di Weller, e lo stesso Weller la considera una delle sue composizioni meno favorite dai tempi di This Is the Modern World.
Nel 1982 venne pubblicato The Gift, l'ultimo album della band, che fu un altro successo commerciale, raggiungendo la prima posizione delle classifiche inglesi. Alcuni critici, tuttavia, non apprezzarono la nuova direzione presa dai Jam, e giudicarono l'album inconsistente. The Gift era infatti l'album che più di ogni altro racchiudeva le influenze R&B. I pezzi avevano echi di soul e funk, come per esempio A Town Called Malice, singolo che raggiunse la prima posizione delle classifiche inglesi, con una linea di basso stile Motown, che ricordava molto da vicino Can't Hurry Love delle Supremes. Il pezzo, che racconta di come trarre un po' di gioia in una piccola e noiosa cittadina inglese, è uno dei favoriti dai fan e dai critici, nonché dello stesso Weller, che continua a eseguirlo insieme con pochi altri pezzi del periodo Jam, come That's Entertainment, Man in the Corner Shop, e In the Crowd.
Dopo la ballata soul The Bitterest Pill (I Ever Had to Swallow), che raggiunse la seconda posizione delle classifiche inglesi, il gruppo pubblicò un altro singolo di successo, Beat Surrender, che si posizionò alla prima posizione delle stesse classifiche. Proprio questo singolo, uno dei brani più soul mai composto dalla band, preludeva al futuro di Weller, vista anche la presenza alla tastiera di Mick Talbot, che di lì a poco, proprio con lo stesso Weller, fonderà gli Style Council. Dopo un tour di addio in Inghilterra, la band si sciolse nel 1982.

### Dopo lo scioglimento (1982-presente)

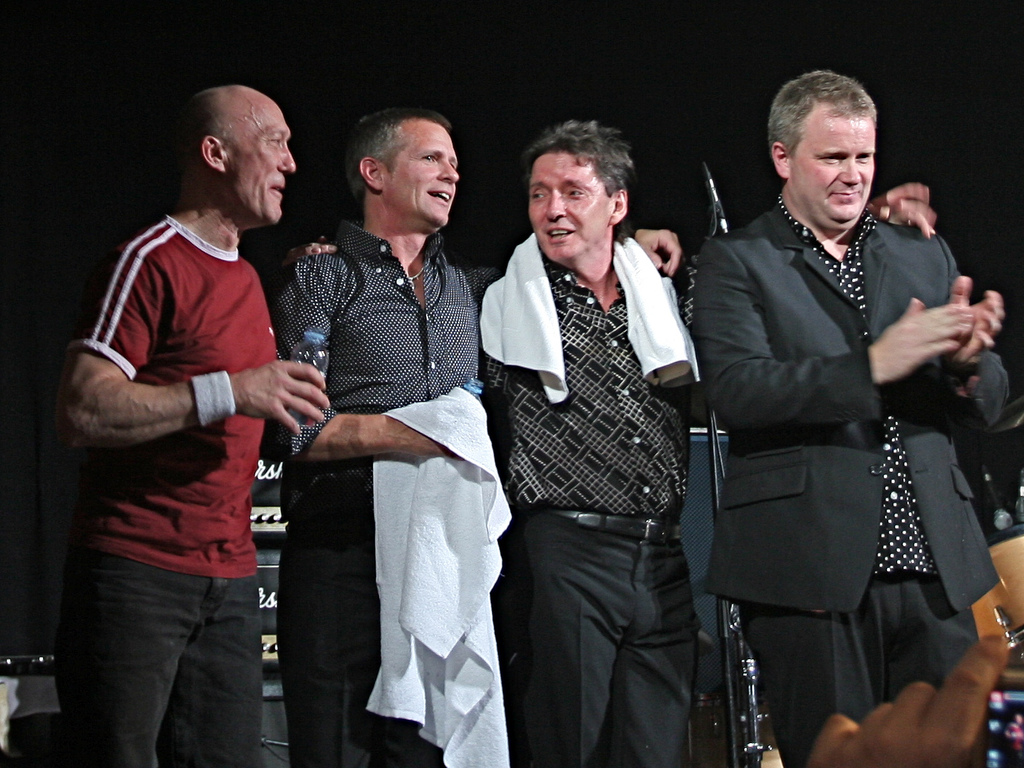
I From the Jam dopo un concerto a Barcellona nel 2007

- Weller dopo lo scioglimento dei Jam, formò gli Style Council con Mick Talbot, precedentemente nei Merton Parkas. Questa band, di orientamento molto più pop rispetto ai Jam, produsse alcune canzoni di successo agli inizi di carriera, ma non riuscì mai ad arrivare al livello di notorietà dei Jam, e verso la fine degli anni ottanta, persi i consensi critici e commerciali, nonché l'accordo con la casa discografica, si sciolse. Weller allora incominciò una lunga carriera da solista. Le prime produzioni di questa carriera solista vengono inquadrate nel filone del britpop. The Modfather, come venne chiamato successivamente Weller, ha anche suonato la chitarra nel pezzo degli Oasis Champagne Supernova.
- Bruce Foxton fu per un breve periodo coinvolto in un progetto insieme con Jake Burns e Dolphin Taylor, con il quale realizzò molti demo, ma la Arista Records gli offrì un contratto come solista, che egli accettò. Realizzò quindi Touch Sensitive nel 1984. L'album non andò bene, e Foxton si mise in cerca di qualche collaborazione. Quando Ali McMordie lasciò gli Stiff Little Fingers, proprio poco prima che la band andasse in tour, Jake Burns chiamò Foxton offrendogli il posto che era di McMordie. Foxton quindi entrò in pianta stabile negli Stiff Little Fingers, e ne fece parte fino al gennaio 2006, momento nel quale lasciò la band per seguire altri progetti.
- Rick Buckler suonò per un breve periodo di tempo con i Time UK, dopodiché (e per 12 anni) cambiò completamente attività, diventando restauratore di mobili. Nel 2005 ritornò sul palco con una band formata da lui, The Gift. Al suo fianco gli ex componenti dei Maximum High, Russell Hastings (voce/chitarra) e il bassista Dave Moore. Il gruppo propone alcuni classici dei Jam dal vivo, alcune delle quali non venivano eseguite da circa 25 anni. Questa attività ha permesso a Buckler e compagni di rientrare nel giro delle attività dal vivo.
- Nel maggio del 2007 il bassista Bruce Foxton e il batterista Rick Buckler si sono esibiti in alcuni concerti sotto il nome di Jam, senza però la presenza del cantante Paul Weller,[22] il quale ha più volte dichiarato di non aver alcun interesse nel riformare la band.[23] Il successo ottenuto dai due li ha convinti a tornare a suonare assieme per un altro tour di ben 21 date, tutte nel Regno Unito, che si terrà tra novembre e dicembre del 2007[24] a cui Paul Weller non parteciperà. È anche prevista per il 2008 la pubblicazione di un nuovo album[25].

### L'eredità dei Jam

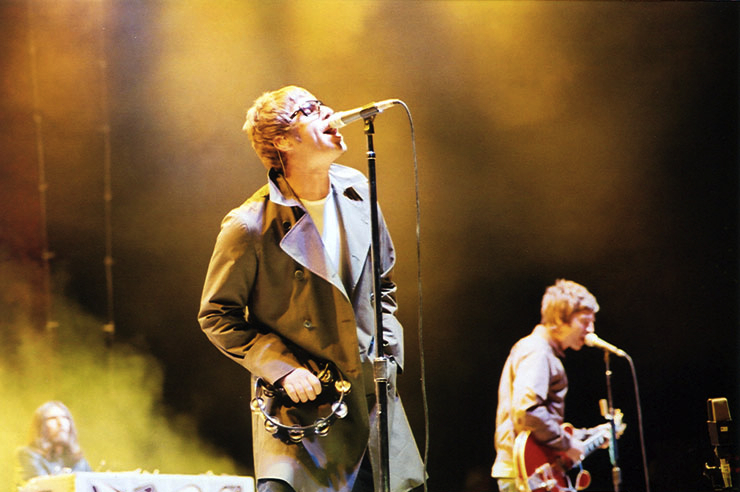
Liam e Noel Gallagher degli Oasis, uno dei gruppi più influenzati dai Jam

La loro popolarità non è comunque diminuita nel tempo. Nel 1997 è stato realizzato un box set composto da cinque dischi, Direction Reaction Creation, che comprende tutto il materiale registrato in studio dalla band, più un disco di rarità. Questo box set è arrivato alla posizione numero 8 delle classifiche inglesi dopo la sua pubblicazione, evento che non si era mai verificato prima per un box set contenente per la maggior parte materiale già edito. Nel 2002, la Virgin Radio del Regno Unito lanciò un sondaggio ai suoi ascoltatori per redigere la classifica dei 100 maggiori artisti inglesi di tutti i tempi. The Jam si piazzarono alla posizione numero 5. Paul Weller compare altre due volte in questa speciale classifica: al numero 93 con gli Style Council, e al numero 21 come artista solista.
Sono stati inoltre realizzati diversi album di tributo alla band inglese. Il primo venne pubblicato nel 1998 e vide la partecipazione di band di secondo livello e non ebbe molto successo. Il secondo, Fire and Skill: The Songs of the Jam, pubblicato nel 1999 e a cui parteciparono artisti e band di grande notorietà, tra cui Liam Gallagher e Noel Gallagher degli Oasis, Garbage, Beastie Boys, Everything but the Girl e Ben Harper, ebbe invece un discreto successo nonché diversi elogi della critica anche grazie alla ghost track No One in the World dello stesso Weller.
La loro influenza si è fatta sentire fino agli anni novanta, passando per band come gli Smiths negli anni ottanta, fino ad arrivare più recentemente ai gruppi britpop Blur e Oasis e ai recenti Kaiser Chiefs e Arctic Monkeys. Anche se negli Stati Uniti non ebbero un elevato successo, la loro influenza si può sentire in gruppi come i Green Day, i Jam sono comunque considerati come una delle band inglesi di maggior successo di tutti i tempi. Sono inoltre tuttora molto numerose, in Inghilterra, le band di tributo ai Jam che suonano solo pezzi del repertorio della band inglese.
Nel 2015 è uscito un documentario di Bob Smeaton intitolato The Jam About the Young Idea, con interviste ai membri della band, materiale d’archivio, interviste di loro fan di allora e di oggi. Il documentario ha ottenuto una nomination all'Athens International Film Festival.

## Formazione
- Paul Weller - voce, chitarra
- Bruce Foxton - basso
- Rick Buckler - batteria

## Discografia

### Album in studio
- 1977 - In the City
- 1977 - This Is the Modern World
- 1978 - All Mod Cons
- 1979 - Setting Sons
- 1980 - Sound Affects
- 1982 - The Gift

### Album dal vivo
- 1982 - Dig the New Breed
- 1993 - Live Jam
- 2002 - The Jam at the BBC

### Raccolte
- 1983 - Snap!
- 1991 - Greatest hits
- 1993 - Extras
- 1997 - Direction Reaction Creation (box set)
- 1997 - The Very Best of The Jam
- 1999 - Fire and Skill: The Songs of the Jam
- 2001 - 45 rpm: The Singles, 1977-1979
- 2001 - 45 rpm: The Singles, 1980-1982
- 2002 - The Sound of The Jam

### EP USA
- 1981 - The Jam
- 1982 - The Bitterest Pill (I Ever Had to Swallow)
- 1983 - Beat Surrender

### Singoli
- 1977 - In the City
- 1977 - All Around the World
- 1977 - The Modern World
- 1978 - News of the World
- 1978 - David Watts
- 1978 - Down in the Tube Station at Midnight
- 1979 - Strange Town
- 1979 - When You're Young
- 1979 - Eton Rifles
- 1980 - Going Underground
- 1980 - Start!
- 1981 - That's Entertainment
- 1981 - Funeral Pyre
- 1981 - Absolute Beginners
- 1982 - A Town Called Malice
- 1982 - Just Who is the Five O'Clock Hero
- 1982 - The Bitterest Pill
- 1982 - Beat Surrender